# Lipovac (Ražanj)
Lipovac (em cirílico: Липовац) é uma vila da Sérvia localizada no município de Ražanj, pertencente ao distrito de Nišava. A sua população era de 257 habitantes segundo o censo de 2011.

## Demografia
| 1948 | 1953 | 1961 | 1971 | 1981 | 1991 | 2002 | 2011 |
| ---- | ---- | ---- | ---- | ---- | ---- | ---- | ---- |
| 382  | 396  | 412  | 380  | 379  | 349  | 298  | 257  |